# Kostel svatého Petra a Pavla (Obrataň)
Kostel svatého Petra a Pavla, v Obratani, je filiální kostel Římskokatolická farnost Věžná a kulturní památka České republiky, vedená pod názvem „Kostel sv. Petra a Pavla se hřbitovem“. Kostel je někdy uváděn jako kostel Narození Panny Marie.

## Historie
Kostel pochází z 2. poloviny 13. století, kdy byl postaven v raně gotickém stylu. Byl zřejmě přistaven ke starší kapli (latinsky capella vetustissima) zasvěcené sv. Petrovi a Pavlovi. První písemná zmínka o farním kostele v Obratani pochází z roku 1365. Během husitských válek byl kostel vypálen. V 17. a v 18. století byl kostel opravován a upravován. Velká stavební úprava proběhla v 2. polovině 19. století; součástí této přestavby bylo zaklenutí chrámové lodě.

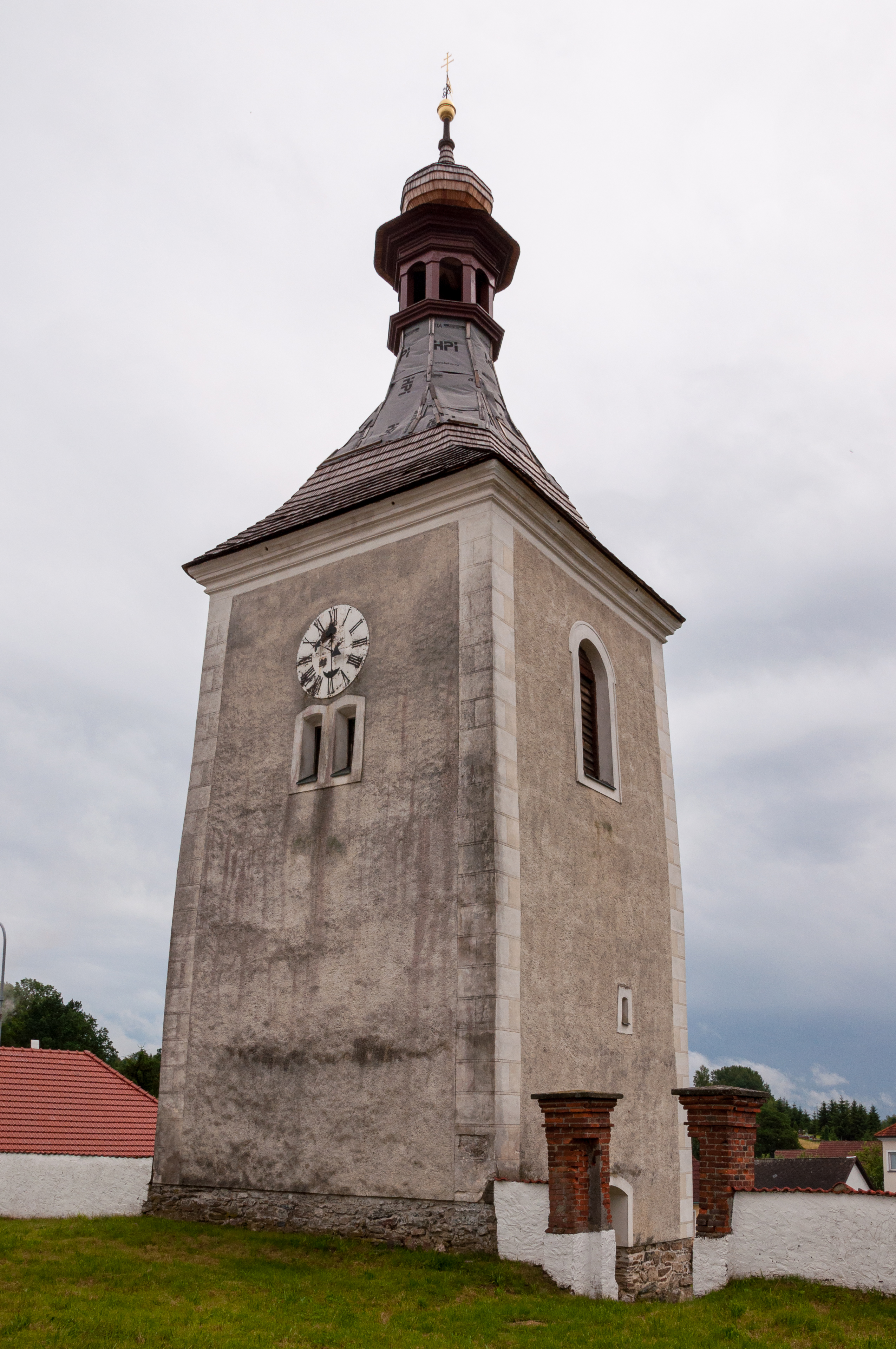
Zvonice kostela

## Popis
Věž (zvonice) není k budově kostela stavebně připojena, stojí samostatně, resp.je součástí ohradní zdi bývalého hřbitova. Původ věže je gotický, podoba věže je barokní z 18. století.
Vnitřní zařízení kostela je barokní z 1. poloviny 18. století. Varhany od varhanáře Čeňka (Vincence) Skopka pocházejí z roku 1899.